# Jällsjö
Jällsjö är en sjö i Kungsbacka kommun i Halland och ingår i Viskan-Rolfsåns kustområde. Sjön är 18 meter djup, har en yta på 0,07 kvadratkilometer och är belägen 76 meter över havet.